# Suzan Farmer
Suzan Maxine Farmer, född 16 juni 1942, död 17 september 2017, var en brittisk skådespelerska.

## Rollista i urval
- 1963 – 633 Divisionen
- 1966 – Helgonet (TV-serie)
- 1966 – Doktorn går till sängs
- 1966 – Dracula – mörkrets furste
- 1966 – Rasputin: The Mad Monk
- 1971 – Snobbar som jobbar (TV-serie)
- 1978 – Blake's 7 (TV-serie)
- 1978 – Coronation Street (TV-serie)